# النسر الواقع

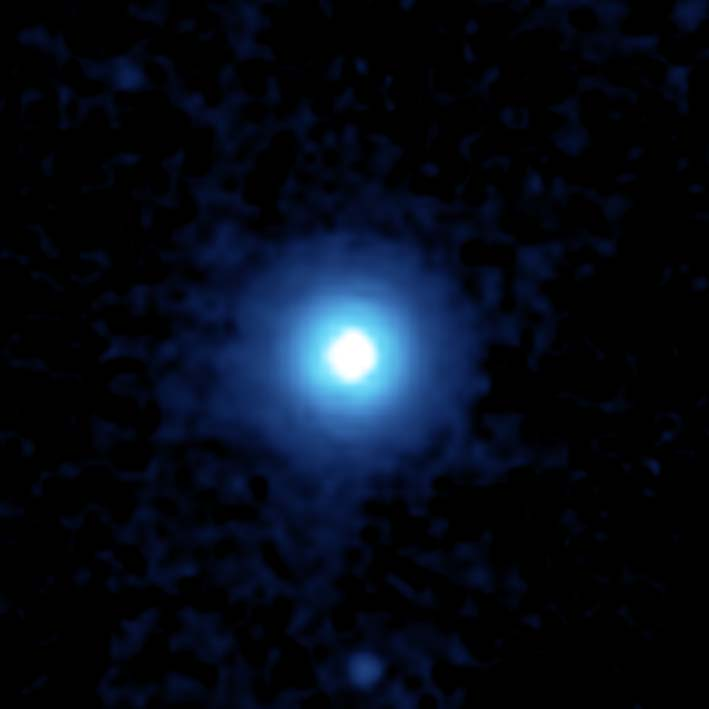
صورة إلتقطها مرقب سبيتزر الفضائي للأشعة تحت الحمراء لطول الموجة 24 ميكرومتر وهي لا تبين النجم نفسه وإنما تبين غلاف الغبار حوله. ويبلغ نصف قطر الغلاف الغباري نحو 80 وحدة فلكية.

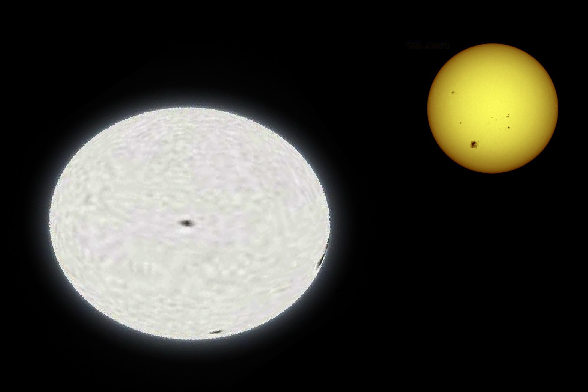
فارق الحجم بين الشمس (على اليمين) والنسر الواقع (على اليسار)

النَّسْر الوَاقِع (ومن صفته اشتقت اسمه الرومي Vega) أو الأثافي هو نيّر (ألمع نجم) في كوكبة القيثارة، وهو أيضاً خامس ألمع نجوم السماء كلها ، وثاني ألمع نجم في سماء نصف الكرة الشمالي بعد السماك الرامح (حارس السماء). والنسر الواقع نجم قريب منا نسبياً على بُعد 25 سنة ضوئية من الأرض وهو بذلك ينتمي إلى مجرتنا، مجرة درب التبانة .وكذلك السِّماك الرامح والشعرى اليمانية من أقرب النجوم المجاورة للمجموعة الشمسية ضياءً. وقد سُمّي بالنسر الواقع لأن العرب شبّهته بنسر قد ضمّ جناحيه إلى نفسه كأنّه قد وقع (أي كأنه نسر يضمّ جناحيه ليهبط)، حيث أنه مع نجمين قريبين منه (يُمثّلان الجناحين) يبدون كذلك. يبلغ كتلة النسر الواقع نحو 1و2 كتلة شمسية ، وشكله مفلطح حيث يبلغ نصف قطرة في اتجاه محور دورانه حول نفسه 2و2 وعند خط استوائه 7و2 بالمقارنة بنصف قطر الشمس.
قام الفلكيّون بدارسات شاملة لنجم النسر الواقع  مما جعله يوصف أحياناً بأنه: «ثاني أهم نجم في السماء بعد الشمس - بشكل قابل للجدل -». أيضاً، كان النسر الواقع في الماضي نجم الشمال خلال الألفية الثانية عشرة ق.م، وسوف يعود كذلك مرة أخرى في 13,727م وحينها سوف يكون ميله +86°14. كان النسر الواقع هو أول نجم - غير الشّمس - يتم تصويره وأول واحد يَتم تحليل طيفه (باستثناء الشمس). و كان أيضا واحداً من النجوم الأولى التي تم تحديد بُعدها بطريقة قياس التزيح النجمي. و كان يُستفاد من نجم النسر الواقع كخط أساس لتحديد قياس لمعان النجوم، كما أنه من النجوم التي استخدمت لتعريف متوسط قيم «نظام ي.ب.ف المضوائي».

## عمره وصفاته
يبلغ عُمر النسر الواقع عُشر عمر الشمس فقط، لكنه يتطوّر بسرعة كبيرة، فهو من الآن اقترب من منتصف عمره المُتوقّع (وصلت الشمس الآن إلى وسط عمرها المقدر بنحو 10 مليار سنة). ويحوي النسر الواقع كميات منخفضة غير اعتيادية من العناصر ذات أعداد ذرية أعلى من عدد الهيليوم. ويُظنّ أن النسر الواقع هو نجم متغير، يتغيّر ضوؤه بشكل طفيف ودوري.
ويدور هذا النجم حول نفسه بسرعة، حيث تصل سرعته إلى 274 كم/ث عند خط استوائه. وهذا يجعل النجم يتفلطح عند خط الاستواء بسبب تأثيرات قوة الطرد المركزي، وكنتيجة لهذا فهناك اختلافات في درجة الحرارة بين طبقات فوتوسفيره تصل إلى أقصاها عند القطبين.
يُعتقد أن النسر الواقع يملك قرصاً نجمياً حوله بناءً على أرصاد انبعاثات الأشعة تحت الحمراء الزائدة عن العادة . ويبدو أن هذا الرماد والغبار في القرص النجمي ناتج عن اصطدامات بين أجرام في قرص حطام يُشبه حزام كويبر في النظام الشمسي. 
وتسمى النجوم التي تصدر كميّات كبيرة من الأشعة تحت الحمراء (بسبب حرارة الغبار والحطام حولها) «النجوم الشبيهة بالنسر الواقع». 
عدم انتظام الحطام حول النسر الواقع يجعل الفلكيين يعتقدون بوجود كوكبٍ واحدٍ على الأقل حوله، ويرجح أنه في حجم المشتري.
يتحول الهيدروجين في النسر الواقع إلى الهيليوم عن طريق الاندماج النووي طبقا لدورة بيته-فايتزيكر . ويحتاج هذا التفاعل إلى درجة حرارة أعلى من 16 مليون كلفن ، وهي درجة حرارة تفوق درجة حرارة قلب الشمس . ولكن هذا التفاعل يتم بكفاءة أعلى عن تفاعل بروتون-بروتون الذي يتم في الشمس .
وتوجد في باطن النجم منطقة توصيل حراري تنتهي إلى الخارج بطبقة تصدر الأشعة ، وذلك بعكس ما يتم في الشمس حيت توجد في الداخل طبقة تنتقل فيها الحرارة بالإشعاع ثم تأتي فوقها طبقة تنتقل فيها الحرارة إلى السطح بواسطة التوصيل الحراري.
يتميز الطيف الامتصاصي للضوء المرئي للهيدروجين بشدة خطوط طيف بالمر.
أما طيف العناصر الأخرى فهي ضعيفة وتبدو فيها خطوط طيف المغنسيوم والحديد والكوبلت.
أما إشعاعت الأشعة السينية فهي ضعيفة جدا ، مما يعني أن هالة النسر الواقع إما أن تكون ضعيفة أو لا وجود لها على الإطلاق .
ونظرا لأن النجوم ذات الكتلة الكبيرة تستهلك ما تحويه من الهيدروجين أسرع كثيرا عن النجوم الصغيرة نسبيا (مثل الشمس) فيبلغ عمر النسر الواقع نحو 1 مليار سنة (أي يعادل نحو 1/10 العمر الكلي للشمس) وهو بذلك يعتبر عمر قصير. 
أي أن النسر الواقع قد تعدى نصف عمر النسق الأساسي . ومن المتوقع أن يتحول إلى عملاق أحمر حيث ينتفخ طبقا للتصنيف الطيفي M ، ثم ينهى عمره كقزم أبيض .

## الرؤية

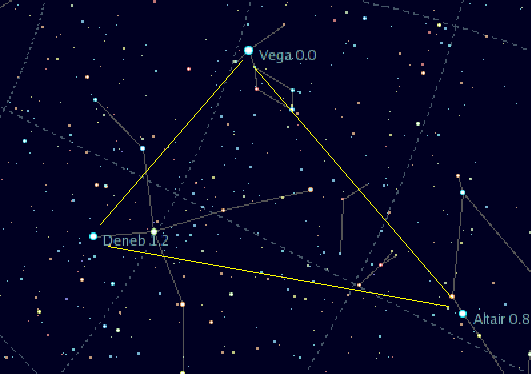
مثلث لصيف

يُمكن أن يرى النسر الواقع في الكثير من الأحيان قرب سمت الرأس في دوائر العرض الشمالية المتوسطة خلال المساء في فصل الصيف. أما عند الخطوط الجنوبية المتوسطة فإنه يُمكن أن يرى منخفضاً قرب الأفق الشمالي خلال فصل الشتاء. بما أن ميل النسر الواقع هو +38.78 فإنه لا يُمكن رؤيته إلا من دوائر العرض التي تقع شمالا من الدائرة 51ْ جنوباً. ومن ثم فإن رؤيته (نظريًا) غير ممكنة من أنتركتيكا أو من أقصى جنوب قارة أمريكا الجنوبية، بما في ذلك بونتا أريناس وتشيلي (53ْ جنوباً). وفي دوائر العرض التي تقع شمال الدائرة 51ْ شمالاً ، فإن النسر الواقع يبقى بشكل دائم فوق الأفق، مما يجعله من النجوم أبدية الظهور. وفي يوم 1 يوليو/أيار من كل عام يصل خلال منتصف الليل إلى الذروة حيث يعبر خط الزوال.
يقع النسر الواقع في رأس مجموعة نجمية فرعية ضخمة تسمى "مثلث الصيف"، والتي تتكوّن من نجمين ذوي قدر ظاهري من 04و0- و 03و0 ونجم ثالث من درجة 47و1 -، وهذه النجوم هي النسر الواقع في كوكبة القيثارة والنسر الطائر في كوكبة العقاب وذنب الدجاجة في كوكبة الدجاجة. ويُشكّلون مع بضعهم مثلثًا قائمًا تقريبًا، ويوجد النسر الواقع عند الزاوية القائمة لهذا المثلث. ويُمكن تمييز مثلث الصيف بسهولة في السماء الشمالية لأنه توجد نجوم لامعة بقربه.
القيثاريات هي زخة شهب قوية تصل إلى ذروتها في يومي 21 و22 من شهر نيسان/أبريل كل عام. فعندما يدخل نيزك صغير إلى جوّ الأرض بسرعة عالية فإنه يُظهر خطًا لامعاً أثناء تبخّره في السماء هو ما يسمى بالشهاب. وخلال زخة الشهب تدخل نيازك عديدة إلى جو الأرض من نفس الاتجاه، ومن منظور الراصد فإن ذيولها المتوقّدة تبدو كأنها تنبع من نقطة محدّدة في الفضاء. وبالنسبة للقيثاريّات فإنها تظهر باتجاه كوكبة القيثارة، وتسمى أحيانًا بـ«ألفا القيثاريات» بما أنها تظهر بالقرب من نجم النسر الواقع. لكن وبالرغم من هذا فإن مصدر هذه النيازك هو مخلفات مذنب ولا علاقة لها بالنجوم.

## نسب العناصر فيه
يصنف الفلكيون العناصر التي تزيد كتلتها الذرية عن الهيليوم بأنها «معادن» M. وعلى ذلك فقد وجد أن نسبة وجود المعادن في غلافه الضوئي فوتوسفير يبلغ M/H] = -0,5 ] وهذه تعتبر 32% من النسبة الموجودة في جو الشمس. بالمقارنة أيضا بنجم الشعرى اليمانية وتبلغ النسبة فيه M/H] = +0,5 ] ، فهو يحوي من المعادن ثلاثة أضعاف النسبة الموجودة في الشمس. وتبلغ كمية المعادن الأثقل من الهيليوم التي تحويها الشمس نحو:
ZSonne = 0,0172 ± 0,002.
بذلك يحوي النسر الواقع على نسبة 54و0 % فقط من العناصر الأثقل من الهيليوم . ومع ذلك فإن 
قلة نسبة المعادن الموجودة في النسر الواقع ليست بغريبة ، فتوجد نجوم تبين تلك الظاهرة ويصنفها الفلكيون بأنها من نوع نجم لامدا-بوؤتيس . 
ومع ذلك فإن ظاهرة وجود أمثال تلك الأطياف ذات التكوينات الكيميائية الغريبة كهذه وأنها تبدي أطياف نجومية من نوع A0-F0 فهي لا تزال غامضة. وقد يكمن تفسير ذلك في انتشار المواد أو حدوث فقد في المادة من النجوم. وتبين نماذج وصف النجوم أن ذلك قد يحدث عند انتهاء مرحلة الاندماج النووي لعنصر الهيدروجين . كما من الممكن أن يكون النجم قد نشأ أساسا من سحابة غاز وغبار تحتوي على نسبة قليلة جدا من المعادن .
وتبلغ نسبة الهيليوم إلى الهيدروجين في النسر الواقع نحو 030و0 وهي نسبة أقل 40 % عن نسبتهما في الشمس. وقد يكون هذا ناشيء عن اختفاء منطقة توصيل حراري من الهيليوم بالقرب من السطح . عندئذ يكون انتقال الطاقة خلال الطبقة الإشعاعية التي تحدث بها تلك النسبة الغير عادية للمواد عن طريق الانتشار.

## كثرة اصدارهالأشعة تحت الحمراء
كان من أول ما تم من قياسات المسبار الفضائي الفلكي (إيراس) اكتشاف زيادة إصدار نجم النسر الواقع للأشعة تحت الحمراء. وتأتي تلك الأشعة من منطقة حول النجم يبلغ نصف قطرها 10″ . وبمعرفة بعد النجم عنا فيمكن حساب نصف القطر هذا بنحو 80 وحدة فلكية . ويعتقد أن تلك الأشعة تصدر من منطقة توجد فيها حبيبات تبلغ مقاييسها نحو 1 مليمتر تحوم حوله . فلو كانت حبيبات أصغر من ذلك لكانت قد تشتت تحت فعل ضغط الإشعاع الصادر من النجم .

## مجاله المغناطيسي
في عام 2009 استطاع فلكيون فرنسيون قياس المجال المغناطيسي للنسر الواقع بواسطة المطياف النجمي نارفال NARVAL الملحق بتلسكوب برنار-ليوت . ووجدوا في طيف النجم ظاهرة تأثير زيمان . وطبقا لهذا التأثير فإن خطوط الطيف تنفطر في وجود مجال مغناطيسي. وتبلغ شدة المجال المغناطيسي على النسر الواقع نحو 50 ميكرو تسلا وهي شدة متوسطة بين شدة المجال المغناطيسي للأرض وللشمس.